# Mary Mairs-Chapot
Mary Mairs-Chapot (Pasadena, 20 de junio de 1944) es una jinete estadounidense que compitió en la modalidad de salto ecuestre. Ganó tres medallas en los Juegos Panamericanos, en los años 1963 y 1967.

## Palmarés internacional
| Juegos Panamericanos | Juegos Panamericanos | Juegos Panamericanos | Juegos Panamericanos |
| Año                  | Lugar                | Medalla              | Categoría            |
| -------------------- | -------------------- | -------------------- | -------------------- |
| 1963                 | São Paulo (Brasil)   | Medalla de oro       | Individual           |
| 1963                 | São Paulo (Brasil)   | Medalla de oro       | Por equipos          |
| 1967                 | Winnipeg (Canadá)    | Medalla de plata     | Por equipos          |